# Christian Bunsen
Christian Bunsen (* 1. April 1770 in Frankfurt am Main; † 24. März 1837 in Göttingen) war ein deutscher Philologe und Bibliothekar.

## Leben
Christian Bunsen, Sohn des Münzmeisters Philipp Christian Bunsen, studierte Theologie und Philologie. Von 1795 bis zu seinem Tode war er Bibliothekar an der Universitätsbibliothek Göttingen. Ab 1805 lehrte er Ästhetik an der Universität Göttingen, zunächst als außerordentlicher, ab 1814 dann als ordentlicher Professor.
Er war der Vater des Chemikers Robert Wilhelm Bunsen.

## Veröffentlichungen
- Conspectus disquisitionis De eo quod ad veterum Scandinaviorum poesin et mythologiam effingendam formandamque effecerit coeli terraeque natura. Dissertation Göttingen 1798 (Digitalisat).